# Buckow (Märkische Schweiz)
Buckow (Märkische Schweiz) [ˈbuːkoː] (früher nur Buckow oder auch Buckow, Märkische Schweiz) ist eine Landstadt im Landkreis Märkisch-Oderland in Brandenburg und Sitz des Amtes Märkische Schweiz. Sie ist der Hauptort des Naturparks Märkische Schweiz und ein Kneippkurort. Der Name wurde mit Wirkung vom 1. Februar 2005 in Buckow (Märkische Schweiz) geändert.

## Geografie

### Lage
Die Stadt liegt im südlichen Teil der Märkischen Schweiz, einer durch die letzte Eiszeit geformten, wald- und seenreichen Landschaft am Schermützelsee und wird vom Stobber durchflossen. Der Buckower Talkessel bildet das Zentrum des Naturparks Märkische Schweiz.
Nachbargemeinden
- Waldsieversdorf
- Garzau-Garzin
- Strausberg
- Oberbarnim
- Märkische Höhe
- Müncheberg

### Naturraum und Klima
Buckower Kessel

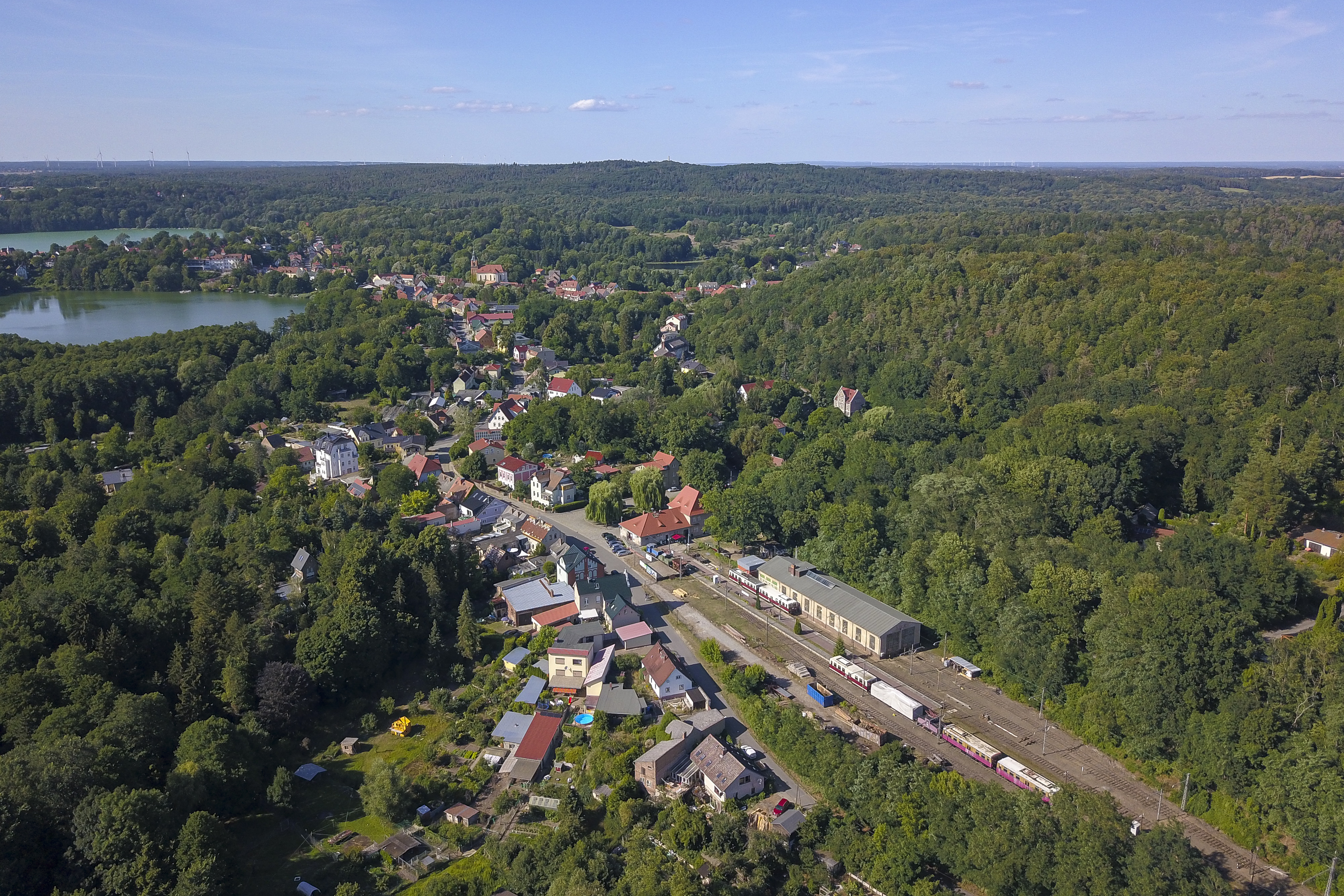
Luftbild von Buckow, 2022, im Vordergrund der Bahnhof der Buckower Kleinbahn, links im Mittel- und Hintergrund Buckowsee und Schermützelsee

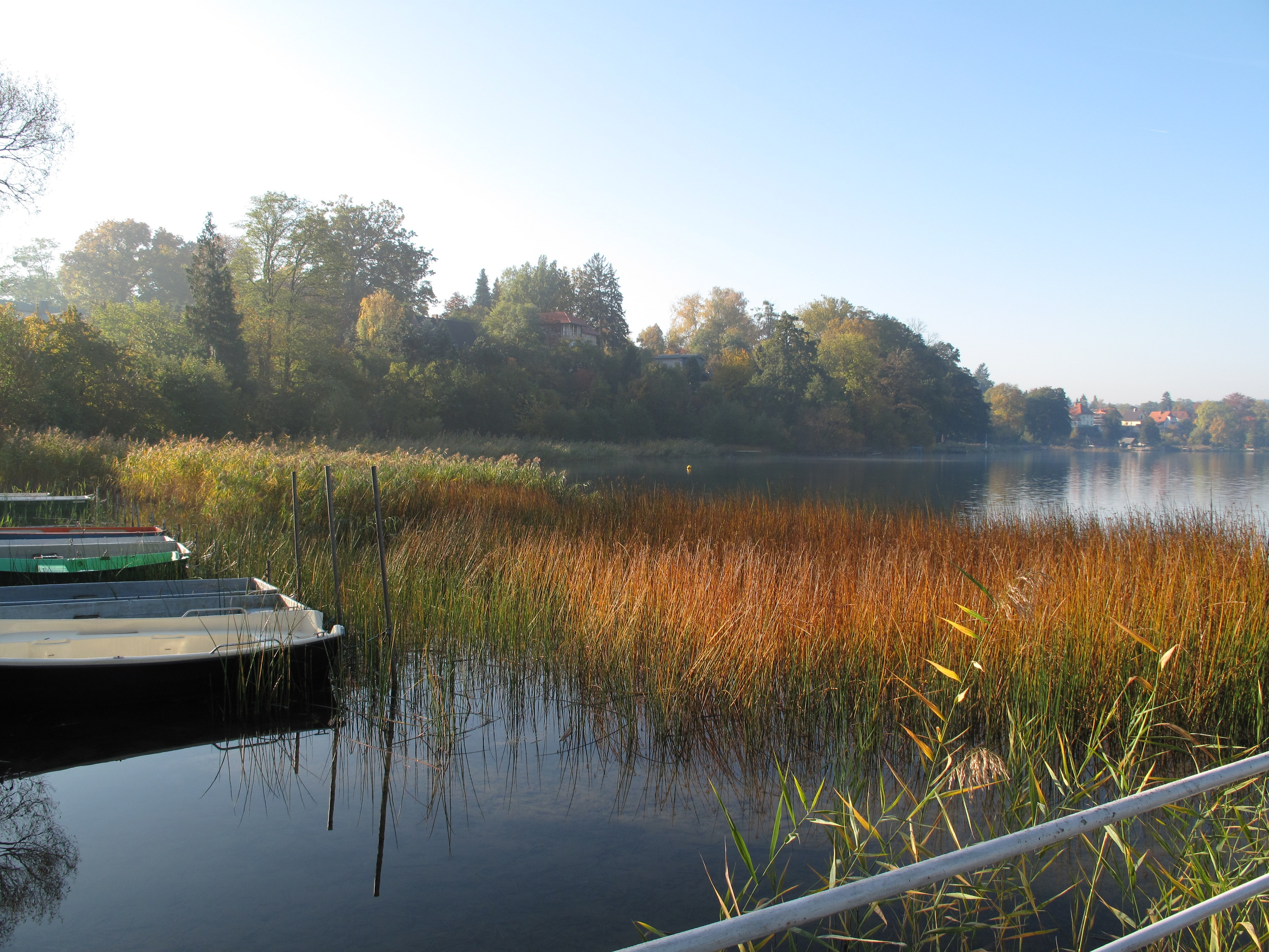
Ostufer des Schermützelsees am Strandbad Buckow

Buckow liegt im Buckower Kessel, einer beckenartigen Erweiterung des Stobbertals. Das Tal ist Teil einer glazialen Schmelzwasserrinne, die sich in den letzten beiden Phasen der Weichsel-Eiszeit zwischen dem von Toteis gefüllten Oderbruch und dem Berliner Urstromtal (heutiges Spreetal) herausgebildet hat und die Barnimplatte von der Lebuser Platte trennt. Diese rund 30 Kilometer lange und zwei bis sechs Kilometer breite Buckower Rinne (auch: Löcknitz-Stobber-Rinne) entwässert vom Niedermoor- und Quellgebiet Rotes Luch über den Stobber nach Nordosten zur Oder und über Stobberbach/Löcknitz nach Südwesten zur Spree. Der Urstobber floss vor der Bildung der Nordsee-Ostsee-Wasserscheide Rotes Luch vom Mohriner Sander der Pommerschen Eisrandlage nach Südwesten über das Oderbruch zum Berliner Urstromtal. In der Folge bildete sich vom Oderbruch eine gegenläufige Anzapfungsklinge. Die ursprüngliche Kastentalgestalt und Fließrichtung der Buckower Rinne ist nur noch von der Buckower Pforte, dem Wasserscheidenbereich im Quellgebiet Rotes Luch, nach Südwesten im kurzen Stobberbach erhalten.
Die Zerrungen und Spannungen der letzten Vereisung und die abtauenden Gletscher verursachten im Untergrund des Buckower Beckens zahlreiche kleinere Einbrüche. Die tiefer gelegenen Becken füllten sich mit allmählich emporsteigendem Grundwasser und bildeten mehrere Seen: den Schermützelsee und einige kleinere Seen wie den Griepensee am Buckower Schlosspark und den Buckowsee am Stadtkern, die beide vom Stobber durchflossen werden, sowie den Weißen See, den lediglich ein schmaler, sumpfiger Landstreifen vom Südostufer des Schermützelsees trennt.
Klima: „Majestät, in Buckow geht die Lunge auf Samt“ 
Der Naturpark Märkische Schweiz liegt in der Regionalklimazone des subkontinentalen, trockenen, südmärkischen Klimas beziehungsweise großräumig eingeordnet im Übergangsbereich vom atlantisch geprägten Klima Westeuropas zum kontinentalen Klima Osteuropas. Das Klima ist geprägt von kühlen Wintern mit einer mittleren Januartemperatur von −1,2 °C und relativ warmen Sommern bei einer mittleren Julitemperatur von 17,8 °C. In Talniederungen, vor allem in den Kehlen und der Nähe der oft nebelverhangenen Seen, liegen die Temperaturen niedriger und die Luftfeuchtigkeit ist hoch. Das im Buckower Kessel eher feuchte Klima kommt insbesondere den Buchenmischwäldern entgegen.

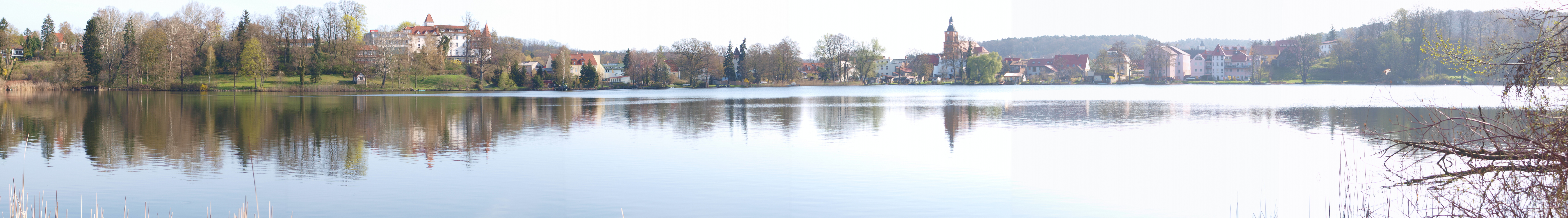
Buckowsee

Einzeldaten des Deutschen Wetterdienstes (DWD) liegen für das benachbarte Müncheberg vor, das allerdings bereits außerhalb des Kessels auf der Lebuser Platte liegt. Dort ergaben sich zwischen 1961 und 1990 folgende Mittelwerte: die Temperatur schwankte zwischen −1,2 °C im Januar und 17,8 °C im Juli; die Jahresmitteltemperatur erreichte 8,3 °C. Der mittlere Jahresniederschlag lag bei 531 mm und war damit sehr niedrig – er fiel in das untere Zehntel der in Deutschland erfassten Werte; lediglich an sieben Prozent der Messstationen des Deutschen Wetterdienstes wurden niedrigere Werte registriert. Der meiste Niederschlag fiel im Juni mit einem Spitzenwert von 65,5 mm. Der trockenste Monat war der Februar mit 29 mm Niederschlag. Die Sonne schien pro Jahr durchschnittlich rund 1640 Stunden. Damit lag die jährliche Sonnenscheindauer im oberen Bereich Deutschlands. Den geringsten Wert wiesen der Dezember mit 36, den höchsten Wert der Mai und der Juli mit jeweils 224 Sonnenstunden auf.
Zur Buckower Luft heißt es in der Fuhrmann-Chronik von 1928: Aus dem preußischen Königshause hat Kaiser Friedrich als Kronprinz und Friedrich Wilhelm IV. hier geweilt und man erzählt, daß dem letzteren der Leibarzt Buckow mit den Worten empfohlen habe: »Majestät, in Buckow geht die Lunge auf Samt!« Diese angebliche Empfehlung des königlichen Leibarztes aus dem Jahr 1854 wird in nahezu jeder Darstellung der regionalen Tourismusindustrie zitiert. In jüngerer Zeit wird sie vielfach mit einem bestätigenden Gutachten des Deutschen Wetterdienstes aus dem Jahr 2000 in Zusammenhang gebracht:

„Dass dieses Zitat immer noch Aktualität hat, belegt ein Gutachten des Deutschen Wetterdienstes, der dem einzig anerkannten Kneippkurort des Landes Brandenburg sehr gute Voraussetzungen für eine erfolgversprechende Unterstützung der Kur durch die klimatischen und bioklimatischen Verhältnisse attestierte.“

Das klimatisch-meteorologische Gutachten habe ergeben, dass Buckows Luft aus einer Mischung aus reizenden Bestandteilen (z. B. Ozon) und besänftigenden Gasmolekülen besteht. Bereits die Fuhrmann-Chronik schrieb 1928 zum Buckower Schonklima: Die nervenstärkende See- und Waldluft machen Buckow für den Sommer- und Winteraufenthalt geeignet; deshalb sind die Hotels und Pensionshäuser auch im Winter geöffnet.

## Gemeindegliederung
Zur Gemeinde gehört der Gemeindeteil Hasenholz sowie die Wohnplätze Buchenfried, Dreieichen, Fischerkehle und Pritzhagener Mühle.

## Geschichte

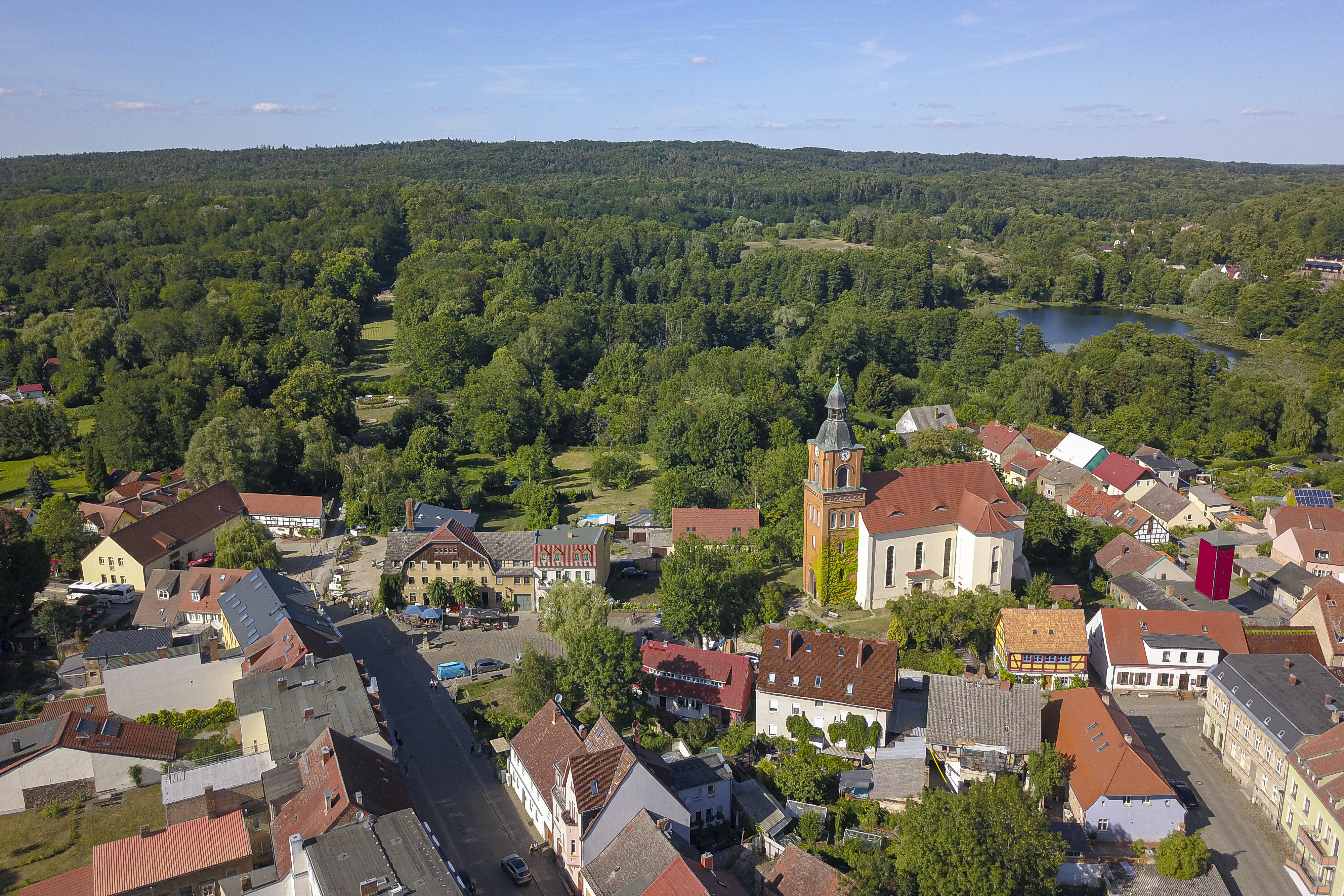
Luftbild der Stadtkirche und Marktplatz (links), sowie Griepensee, Juli 2022

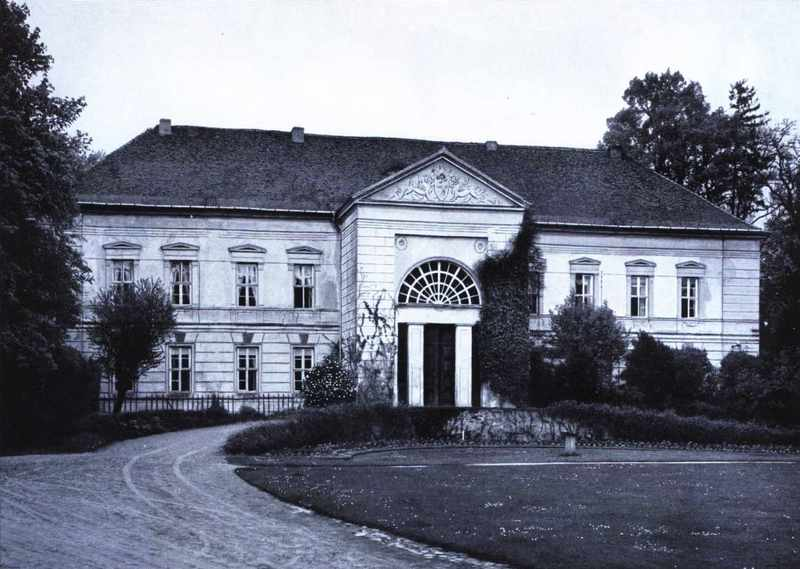
Einstiges Flemming’sches Schloss in Buckow, 1663 von Georg Adam von Pfuhl erbaut, mit Fassade von Schinkel um 1802, abgerissen 1948

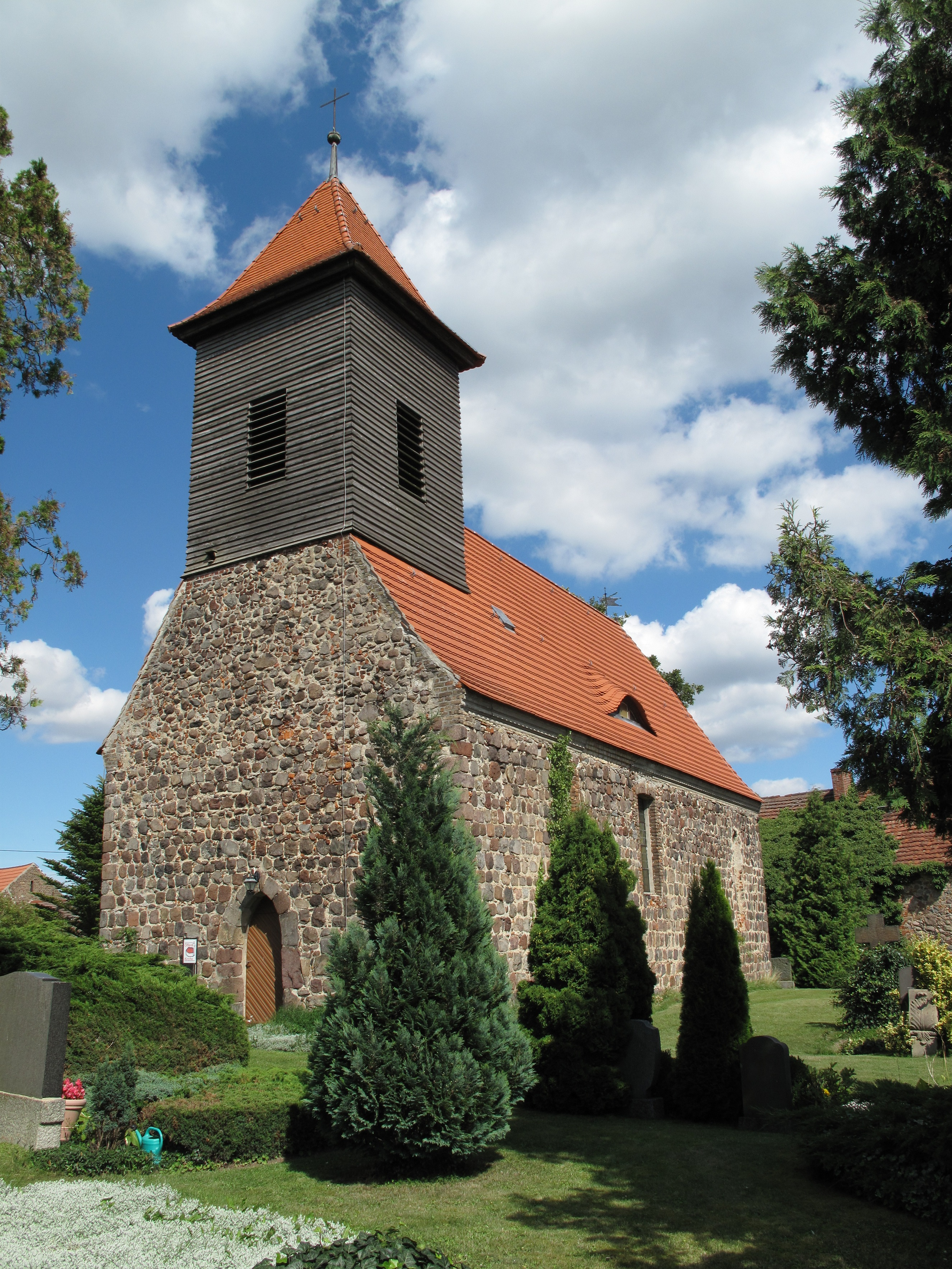
Evangelische Kirche Hasenholz, 2012

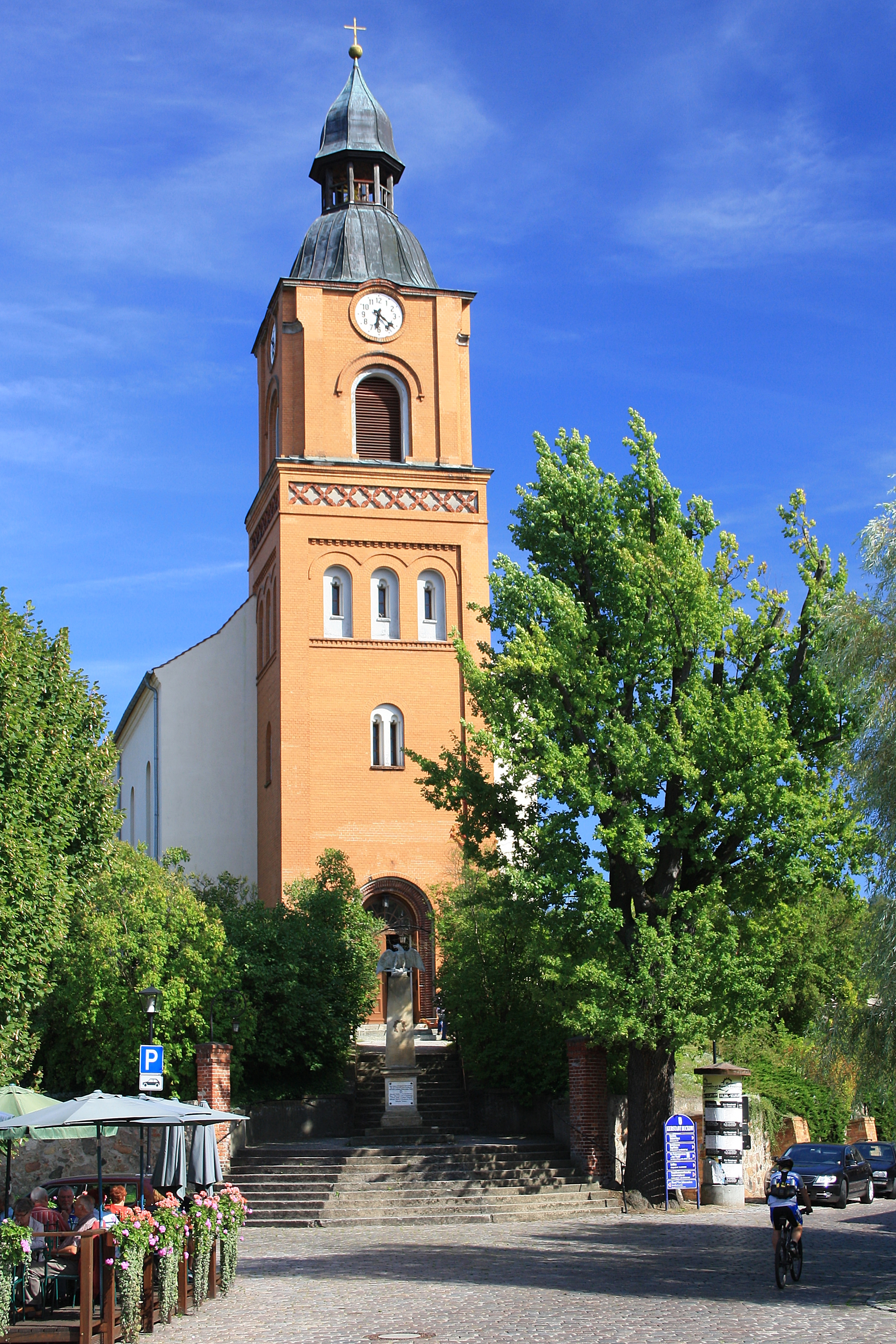
Stadtkirche am Marktplatz

Buckow war ursprünglich eine slawische Siedlung, deren Name etwa Buchenaue bedeutete (buk = „Buche“). Archäologische Funde lassen eine Erstbesiedlung im 9. Jahrhundert vermuten. Am Anfang des 13. Jahrhunderts erwarb Herzog Heinrich I. von Schlesien das Land Lebus, zu dem die Märkische Schweiz gehörte. 1224 schenkte er den Zisterzienserklöstern Leubus und Trebnitz Teile des Landes. Es entstanden die Ortschaften Mönfberg (Müncheberg), Münchehofe, Trebnitz, Obersdorf und andere. Die Besiedlung erfolgte vorwiegend mit deutschen Kolonisten. Die, wie Ausgrabungen belegen, seit etwa 850 ansässigen Slawen mussten sich in die Töpfergasse (heute Wallstraße) zurückziehen, wo sie kleine Grundstücke mit sogenannten Wallgärten erhielten.
In den Jahren 1249–1251 kam das Land Lebus an den Erzbischof Wilbrand von Magdeburg. Erzbischof Rudolf überließ 1253 den Mönchen des Klosters Leubus das Dorf villa Buchowe mit der Hälfte der Mühle, sowie Siewersdorf (später Waldsieversdorf), Slawentin (Schlagenthin) und Obersdorf als Entschädigung für die an ihn abgetretene Stadt Monafeberg (Müncheberg). Dies ist die erste urkundliche Erwähnung Buckows. 1375 wird im Landbuch Karls IV. ein preurbium (Vorstadt) Buckow erwähnt. 1405 wurde das oppidum (Städtchen) Buckow vom Abt und dem Leubuser Konvent an Poppo von Holzendorf verkauft. Sein Sohn, Ritter Albrecht von Holzendorf verkaufte bereits 1416 Buckow und die zugehörigen Ortschaften an Kuno von Segeser. Am 17. April 1432 wurde Buckow von den Hussiten zerstört. 1463 war Buckow im Besitz von Jost von Ziegesar, einem Nachfahren des Kuno von Segeser. Unter der Herrschaft dieser Familie entwickelte sich der Hopfenanbau und -handel. Bis ins 19. Jahrhundert hinein baute man eingeschossige Ackerbürgerhäuser mit einfachen, verputzten Fassaden, die auch heute noch in weiten Teilen das Stadtbild prägen. Sie künden von einer Zeit, als Hopfenanbau und Bierbrauen den Ort bekannt machten. 1489 bezogen 39 Dörfer ihr Bier aus „Hoppen-Buckow“. 1465 erteilte Kurfürst Friedrich II. von Brandenburg der Stadt das Recht, Jahres- und Wochenmärkte abhalten zu dürfen. Um 1550 erhielt Buckow Stadtfreiheit. Mehrfach wurde die Stadt von Feuersbrünsten fast komplett zerstört (1654, 1665 und 1769).
Bis zu dessen Säkularisation 1546 waren Einzelgüter auf der Feldmark Buckows, wie auch ein Teil des Schermützelsees, im Besitz des Zisterzienserinnen-Klosters Friedland. Zur Zeit des Großen Kurfürsten gehörte das Gut Buckow nebst den Dörfern Obersdorf, Möschen, Garzin, Sieversdorf, Hasenholz, Damsdorf und Münchehofe dem General Georg Adam von Pfuhl, welcher 1663 Schloss Buckow errichten ließ. Sein Schwiegersohn, Feldmarschall Heino Heinrich von Flemming, erhielt 1688 das Schloss, das seine Frau, Dorothea Elisabeth, 1673 geerbt hatte. Im 18. Jahrhundert gehörte Buckow der Familie von Flemming-Martenthin, u. a. vertreten durch den Ritterschaftsrat Christian Adolf Bogislaw von Flemming (1768–1833), liiert mit Amalie von Schack. Sein Nachfolger auf Buckow wurde sein Sohn, der Rittmeister und Johanniterritter Tam Leo Adolf Wilhelm Heinrich von Flemming (1793–1848). Anfang des 19. Jahrhunderts wurde das Schloss Buckow nach Plänen von Schinkel umgebaut. Ende des 19. Jahrhunderts gehörte die Herrschaft Buckow den Gebrüdern Felix, Edmund und Albert, Grafen von Flemming-Buckow. Graf Albert war Wirklicher Geheimer Rat, Mitglied des Preußischen Herrenhauses, verheiratet mit Armgard von Arnim-Wiepersdorf, Tochter des Dichterpaares Bettina und Achim von Arnim. Das Ehepaar von Flemming hatte zwei nicht unmittelbar erbberechtigte Töchter, und so fiel das spätere Erbe an die Familienlinie Zebbin.
Buckow blieb bis 1945 im Besitz des Adelsgeschlechts von Flemming. Letzter Eigentümer war Dr. jur. Hans von Flemming-Zebbin-Buckow (1873–1954). Flemming war in erster Ehe mit Clementine von Pfuel-Wilkendorf verheiratet, das Paar hatte zwei Töchter. Der Sohn Felix ist im Krieg geblieben und stammt aus der zweiten Ehe mit Gertrud von Stutterheim (1894–1978). Er hätte als Erbe die Herrschaft mit Buckow, Drei Eichen, Wüste-Sieversdorf, Rotes Luch, Garzin mit Vorwerk Liebenhof, Bergschäferei und Torhaus, den Ländereien im Stadtbezirk Buckow, und in den Gemeindebezirken Hasenholz, Garzin, Bollersdorf, Dahmsdorf und das Allodialgut Wald-Sieversdorf bekommen, und damit eines der größten Gutskomplexe in der Provinz Brandenburg überhaupt. In den letzten Jahren wurde dieser Fideikommiss zu einem Schutzforst umgebildet, kurz vor der Weltwirtschaftskrise mit einer Gesamtgröße von 6440 ha Fläche.
1948 wurde das im Krieg stark beschädigte Schloss auf staatliche Anordnung abgerissen. Der fünf Hektar große Schlosspark, im 19. Jahrhundert vom Barockgarten in einen englischen Landschaftspark umgestaltet, erstreckt sich nördlich des Marktplatzes bis zum Schlossberg und wurde nach historischen Plänen rekonstruiert.

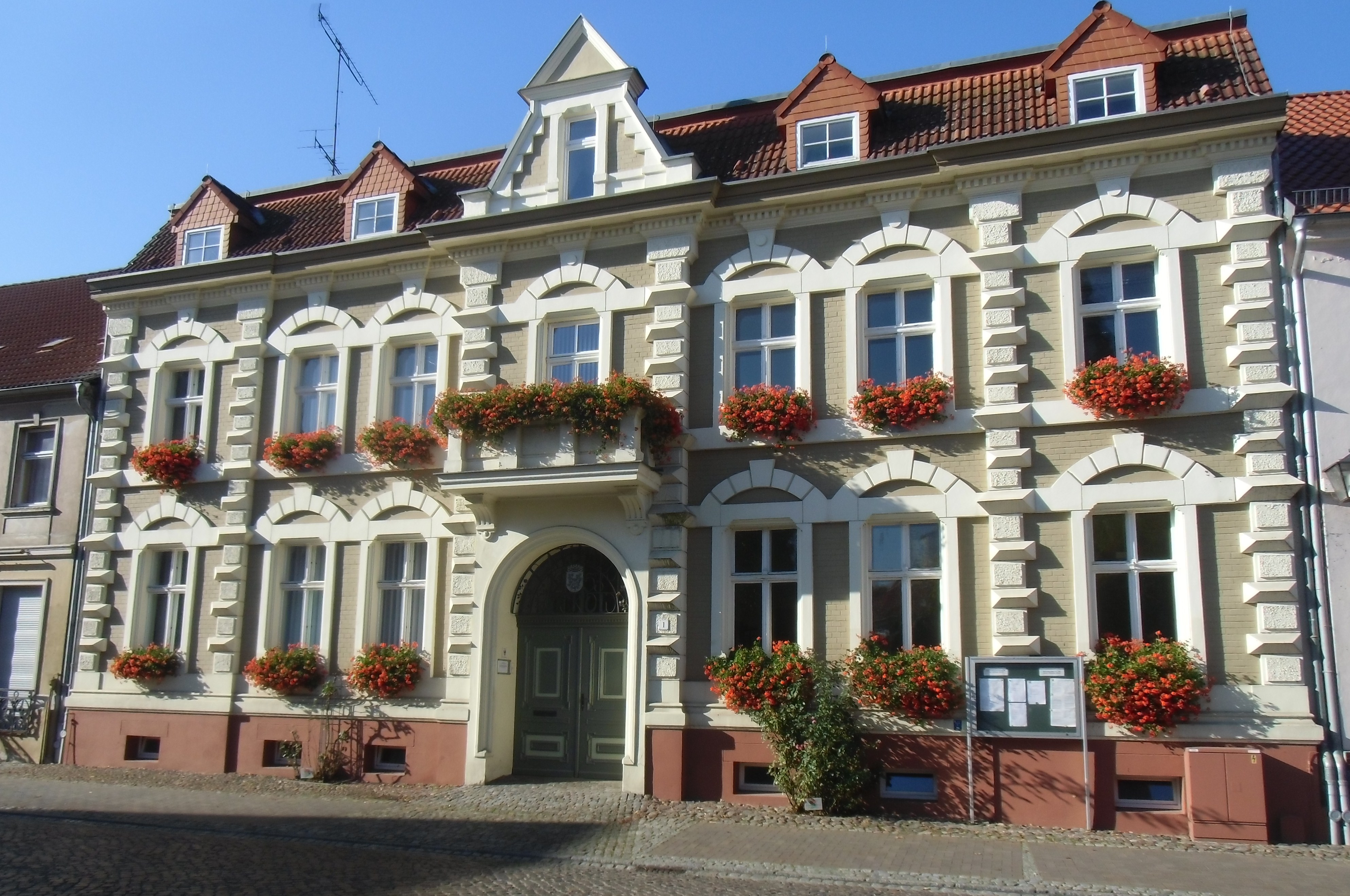
Rathaus

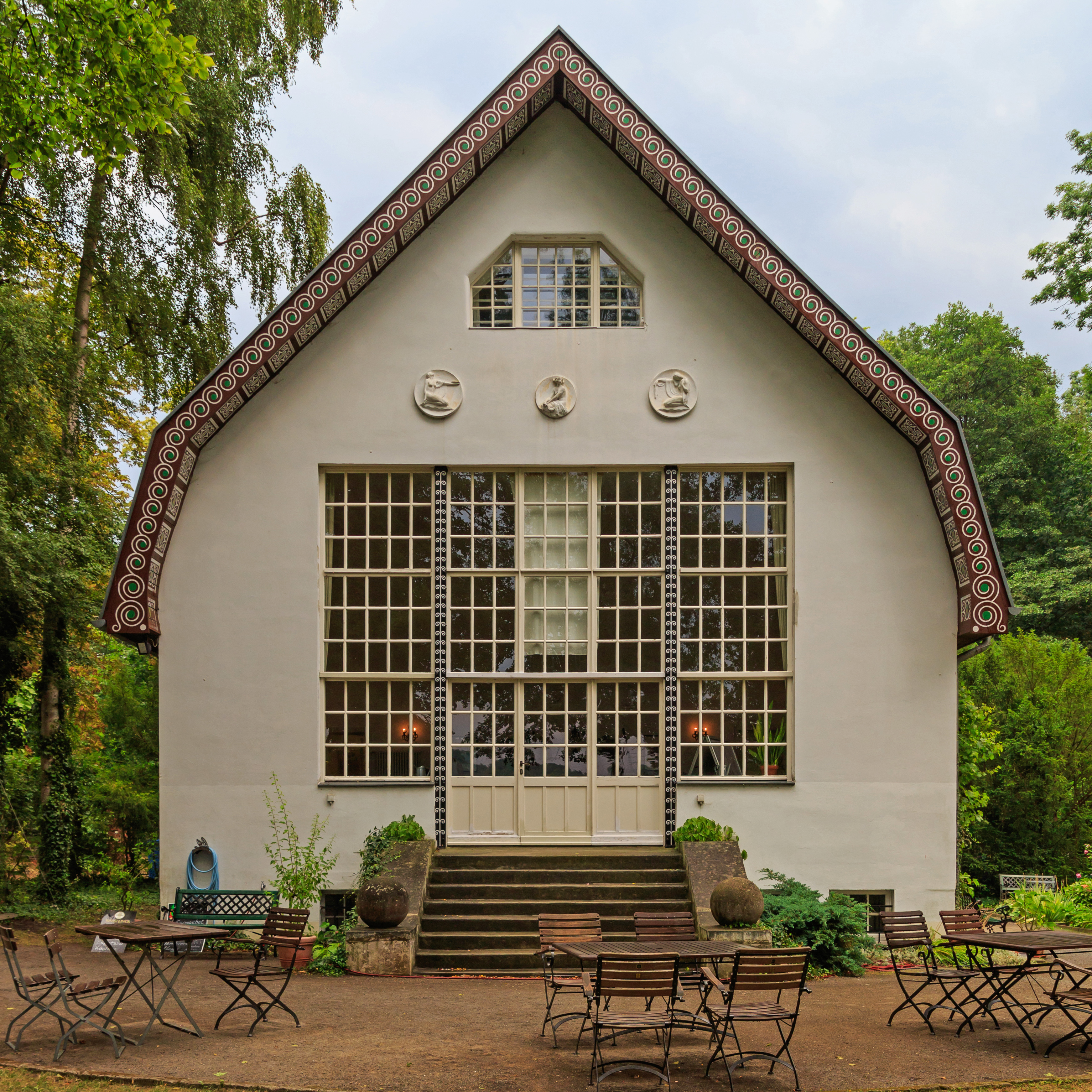
Brecht-Weigel-Haus

Im 18. und 19. Jahrhundert endete das „Goldene Hopfenzeitalter“. Die Buckower suchten nach neuem Broterwerb, von Leineweber- und Tuchmacherei über Seidenraupen- bis zur Rosenzucht. Erst als ab 1867 die Preußische Ostbahn und dann ab 1897 auch die Buckower Kleinbahn Ausflügler aus Berlin in die von Theodor Fontane beschriebene „ländliche Schönheit“ brachten, entwickelte sich eine neue Einnahmequelle, der Fremdenverkehr. Begüterte Leute von Rang und Namen ließen sich Villen bauen für die Sommerfrische, reich verziert im sogenannten Heimatstil. Fast jede Buckower Familie richtete ein Gästezimmer ein. Poeten, Maler, Musiker – die Märkische Schweiz zog viele an. Der „rasende Reporter“ Egon Erwin Kisch schlug hier seine Sommerzelte auf, ebenso wie der Fotomonteur und Grafiker John Heartfield. Bertolt Brecht und Helene Weigel zog es in den 1950er Jahren nach Buckow. Sie hatten hier ab 1952 ein Sommerhaus (Brecht-Weigel-Haus) auf einem Grundstück am Schermützelsee. Hier arbeitete der Dramatiker an Inszenierungen wie Katzgraben, Turandot und Coriolan. Ebenso entstand hier die Lyriksammlung Buckower Elegien, die noch lange nach Brechts Tod 1956 in der DDR kulturpolitische Erschütterungen auslöste. Auch nach dem Tode Brechts lebte und arbeitete Helene Weigel hier in den Sommermonaten. Seit 1977 steht das Haus als Museum für alle offen.
Zwischen 1959 und 1991 hatte das Theologische Seminar des Bundes Evangelisch-Freikirchlicher Gemeinden in der DDR seinen Standort in Buckow. Am ehemaligen Seminargebäude (Neue Promenade 34), das heute von der Evangelisch-Freikirchlichen Gemeinde genutzt wird, befindet sich eine Gedenktafel.
Buckow gehörte seit 1817 zum Kreis Lebus in der Provinz Brandenburg und ab 1952 zum Kreis Strausberg im DDR-Bezirk Frankfurt (Oder). Seit 1993 liegt die Gemeinde im brandenburgischen Landkreis Märkisch-Oderland.
Am 30. Dezember 2004 genehmigte das Ministerium des Innern des Landes Brandenburg die Änderung des Namens der Stadt Buckow in Buckow (Märkische Schweiz) mit Wirkung zum 1. Februar 2005.

## Bevölkerungsentwicklung
| Jahr | Einwohner |
| ---- | --------- |
| 1875 | 1 599     |
| 1890 | 1 762     |
| 1910 | 2 027     |
| 1925 | 2 314     |
| 1933 | 2 293     |
| 1939 | 2 210     |

| Jahr | Einwohner |
| ---- | --------- |
| 1946 | 2 344     |
| 1950 | 2 728     |
| 1964 | 2 537     |
| 1971 | 2 477     |
| 1981 | 2 197     |
| 1985 | 2 093     |

| Jahr | Einwohner |
| ---- | --------- |
| 1990 | 1 994     |
| 1995 | 1 855     |
| 2000 | 1 713     |
| 2005 | 1 685     |
| 2010 | 1 602     |
| 2015 | 1 510     |

| Jahr | Einwohner |
| ---- | --------- |
| 2020 | 1 474     |
| 2021 | 1 464     |
| 2022 | 1 562     |
| 2023 | 1 550     |
| 2024 | 1 513     |

Gebietsstand des jeweiligen Jahres, Einwohner: Stand 31. Dezember (ab 1991), ab 2011 auf Basis des Zensus 2011, ab 2022 auf Basis des Zensus 2022

## Religion
- Evangelische Kirchengemeinde Buckow
- Katholische Pfarrgemeinde „St. Hedwig“ Buckow-Müncheberg mit Sitz in Müncheberg
- Evangelisch-Freikirchliche Gemeinde Buckow/Müncheberg (Baptisten)

## Politik

### Stadtverordnetenversammlung
Die Stadtverordnetenversammlung von Buckow besteht aus 10 Stadtverordneten und dem ehrenamtlichen Bürgermeister. Die Kommunalwahl am 9. Juni 2024 führte zu folgendem Ergebnis:
| Partei / Wählergruppe             | Stimmenanteil 2014 | Stimmenanteil 2019 | Stimmenanteil 2024 |  | Sitze 2014 | Sitze 2019 | Sitze 2024 |
| --------------------------------- | ------------------ | ------------------ | ------------------ |  | ---------- | ---------- | ---------- |
| CDU                               | 38,8 %             | 25,9 %             | 24,3 %             |  | 4          | 3          | 2          |
| SPD                               | 25,1 %             | 21,0 %             | 23,8 %             |  | 3          | 2          | 2          |
| Die Linke                         | 24,1 %             | 11,7 %             | 16,8 %             |  | 2          | 1          | 2          |
| Bürger für Buckow                 | –                  | 23,7 %             | 16,6 %             |  | –          | 2          | 2          |
| Bündnis 90/Die Grünen             | –                  | –                  | 07,9 %             |  | –          | –          | 1          |
| Pro Zukunft                       | 08,7 %             | 06,1 %             | 07,2 %             |  | 1          | 1          | 1          |
| Einzelbewerber Joachim Kock-Fuchs | –                  | –                  | 03,4 %             |  | –          | –          | –          |
| Bürger.Dialog.Buckow              | –                  | 11,5 %             | –                  |  | –          | 1          | –          |
| Einzelbewerber Grützmacher        | 03,3 %             | –                  | –                  |  | –          | –          | –          |
| Insgesamt                         | 100 %              | 100 %              | 100 %              |  | 10         | 10         | 10         |

### Bürgermeister
- 1998–2003: Hans-Ulrich Schulze[32]
- 2003–2011: Peter-Alexander Block (CDU)[33]
- 2011–2018: Thiemo Seelig (CDU)[34]
- 2018–2020: Horst Fittler (CDU)[35]
- seit 2020: Thomas Mix (SPD)

Fittler wurde in der Bürgermeisterwahl am 26. Mai 2019 mit 71,2 % der gültigen Stimmen gewählt. Am 19. August 2020 trat er von seinem Amt zurück.
Am 30. September 2020 wurde Mix von der Stadtverordnetenversammlung mit einer Mehrheit von 5:4 Stimmen als einziger Kandidat zum neuen Bürgermeister gewählt. Bei der Bürgermeisterwahl am 9. Juni 2024 wurde er ohne Gegenkandidat mit 62,2 % der gültigen Stimmen wiedergewählt. Seine Amtszeit beträgt fünf Jahre.

### Wappen
| Wappen von Buckow | Blasonierung: „In Silber eine rote Rose mit goldenem Butzen, umrahmt von zwei beblätterten grünen Hopfenranken mit goldenen Dolden.“ |
| Wappen von Buckow | Wappenbegründung: Die beiden Symbole in diesem Wappenbild deuten auf historische Gewerbezweige der Stadt hin. Hopfen wurde in Buckow schon 1253 angebaut. Die kargen Bodenverhältnisse und der moorige Boden begünstigten den Anbau. Bis zu 39 Dörfer bezogen das in Buckow gebraute Bier. Rosenstöcke, die zahlreiche Gärten und Häuser zieren, zog man in Buckow seit 1775. Die Rosenzüchter führten ihre Erzeugnisse auch nach Berlin aus. |

### Flagge
„Die Flagge ist Weiß - Grün (1:1) gestreift und mittig mit dem Stadtwappen belegt.“

### Städtepartnerschaften
- Brilon, Deutschland
- Łagów, Polen
- Adare, Irland

## Sehenswürdigkeiten und Kultur

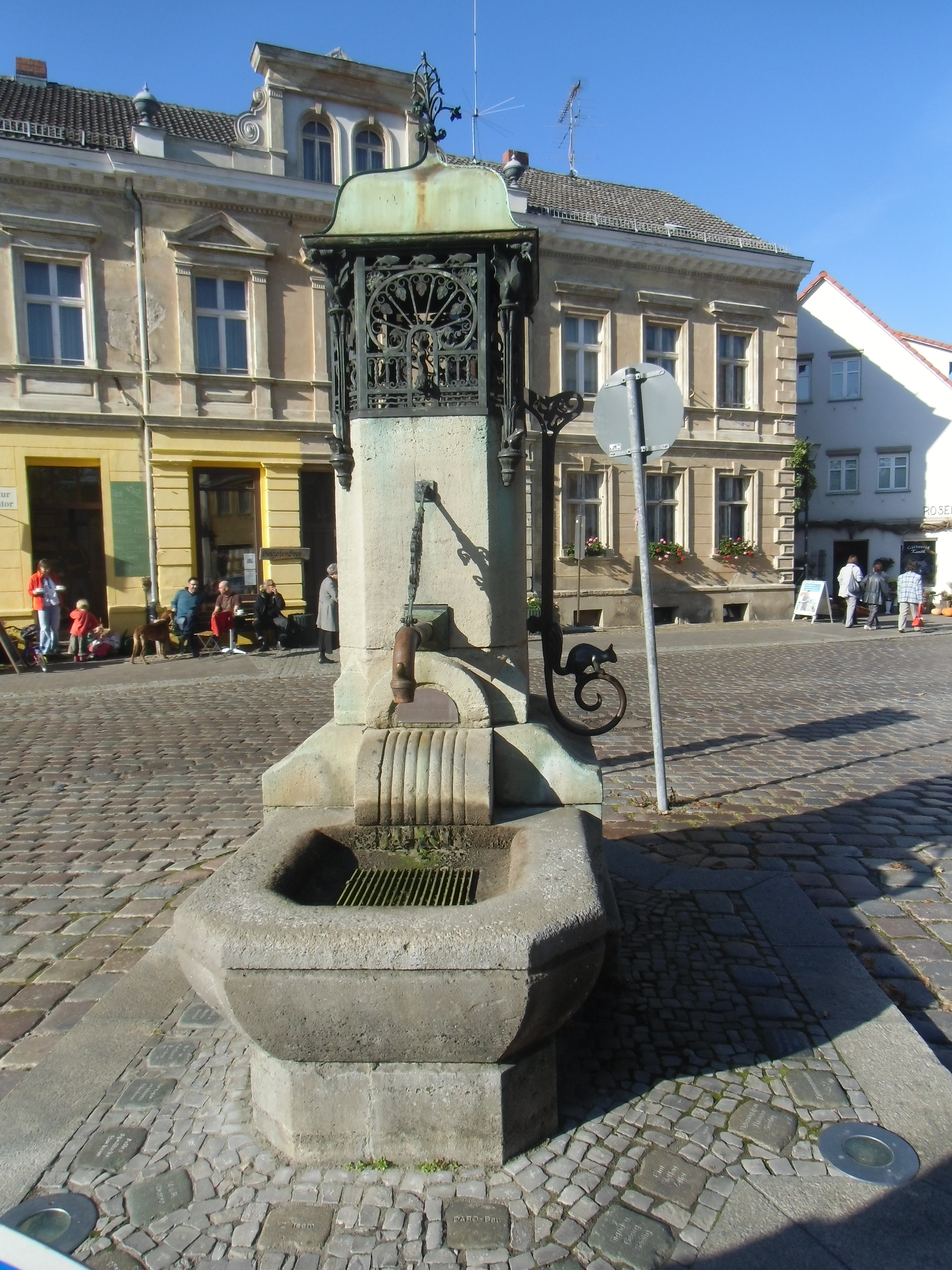
Brunnen auf dem zentralen Platz

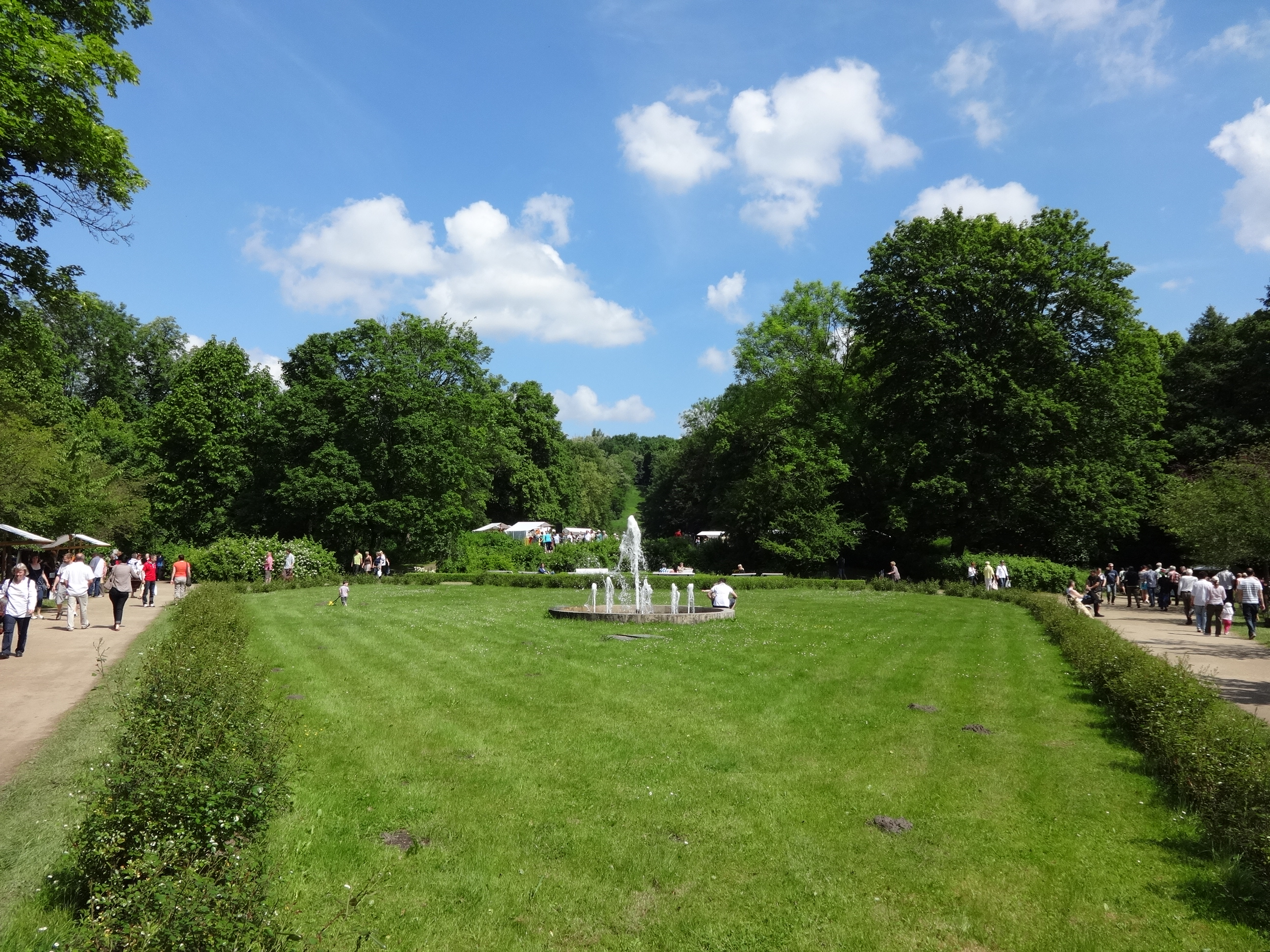
Schlosspark

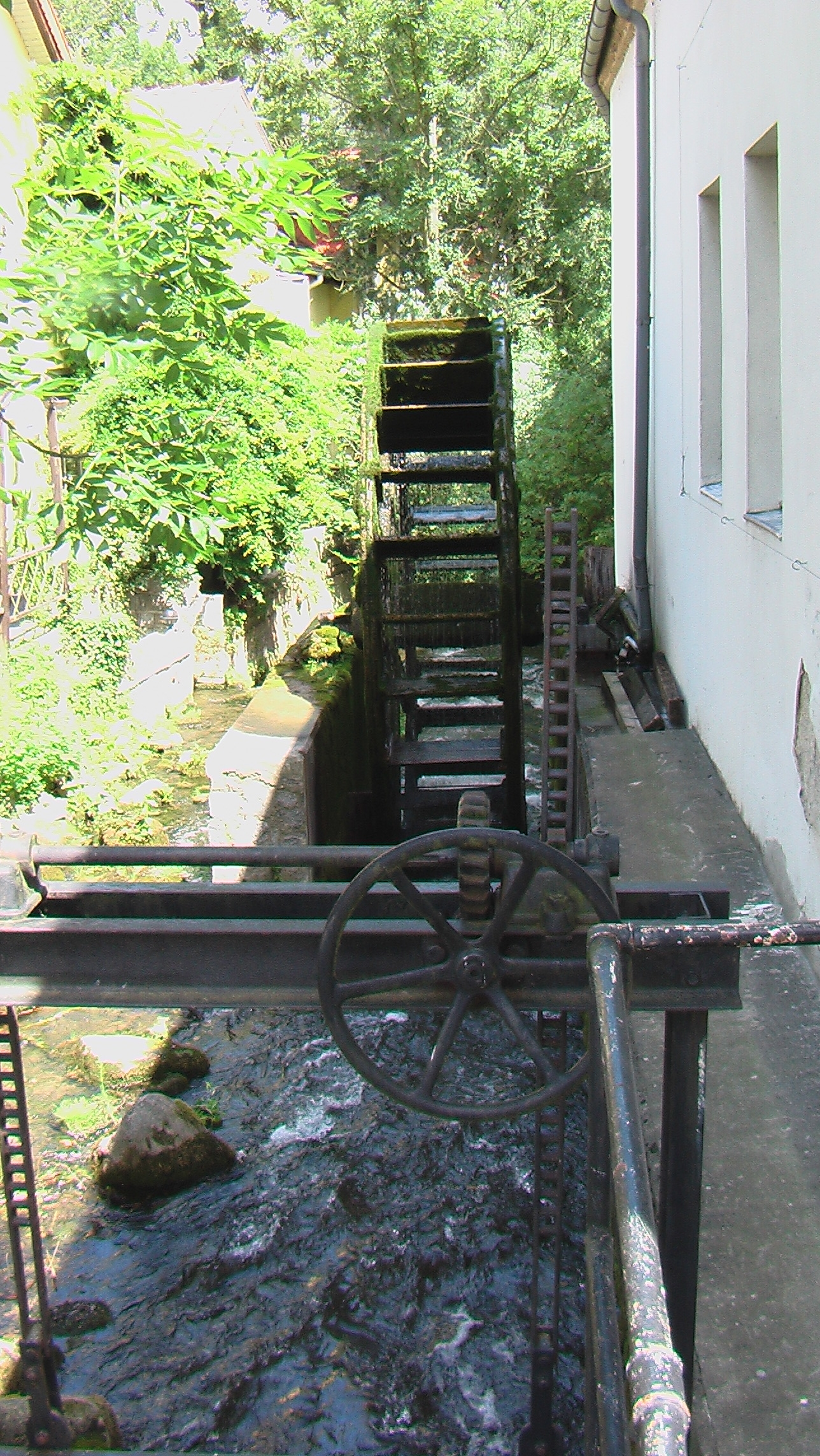
Fischpass der Stadtmühle

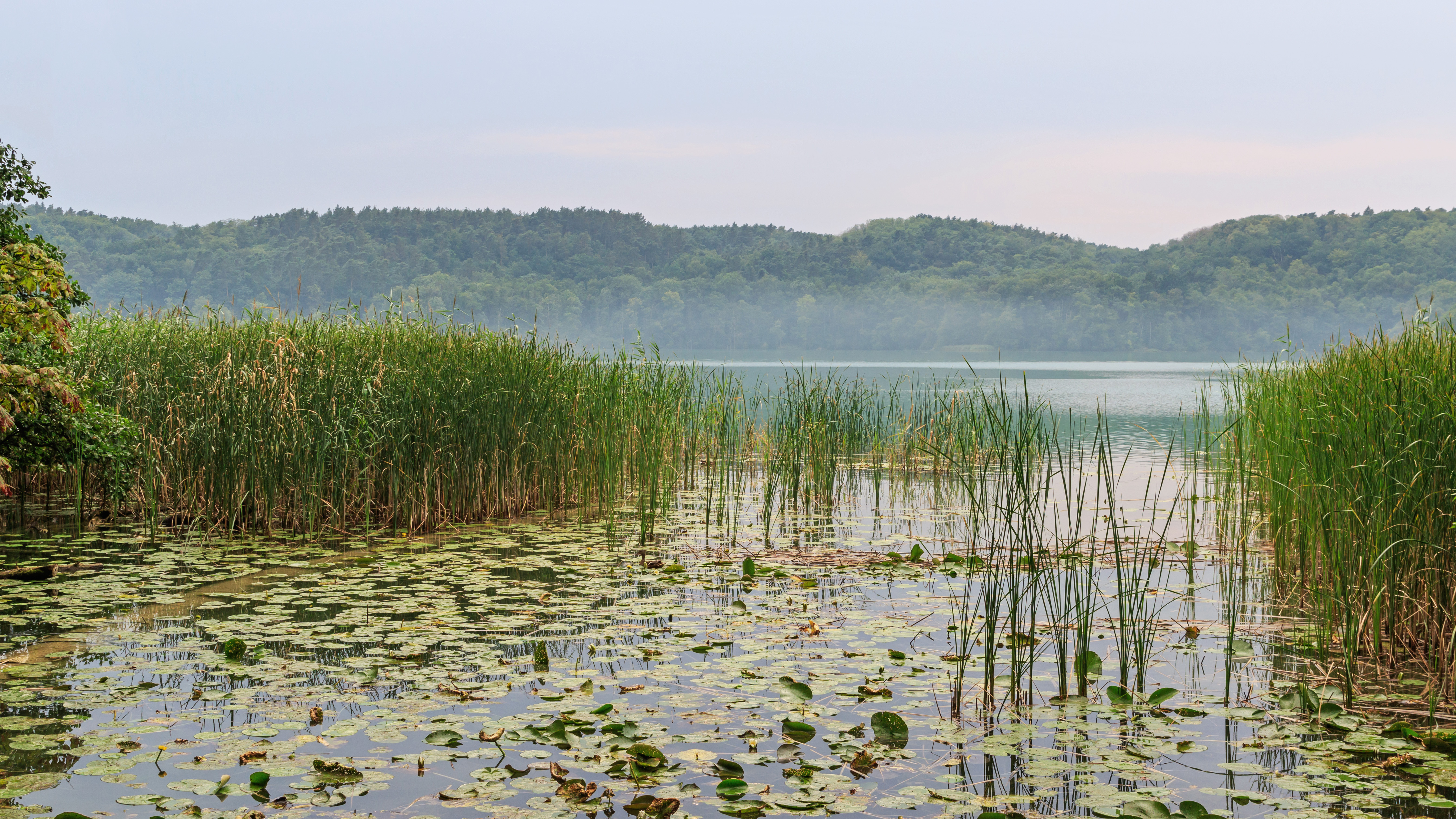
Schermützelsee

### Bauwerke
In der Liste der Baudenkmale in Buckow (Märkische Schweiz) stehen die in der Denkmalliste des Landes Brandenburg eingetragenen Denkmale.
- Stadtpfarrkirche: Das denkmalgeschützte Kirchengebäude geht auf einen Vorgängerbau aus dem 13. Jahrhundert zurück. Sie brannte 1665 sowie 1686 ab und wurde neu aufgebaut. Im Zweiten Weltkrieg wird sie abermals durch einen Brand zerstört, wiederaufbaut und am 8. April 1951 erneut geweiht.
- Katholische Heilig Geist-Kapelle, 1953 errichtet und 2000 umgebaut

### Geschichtsdenkmale

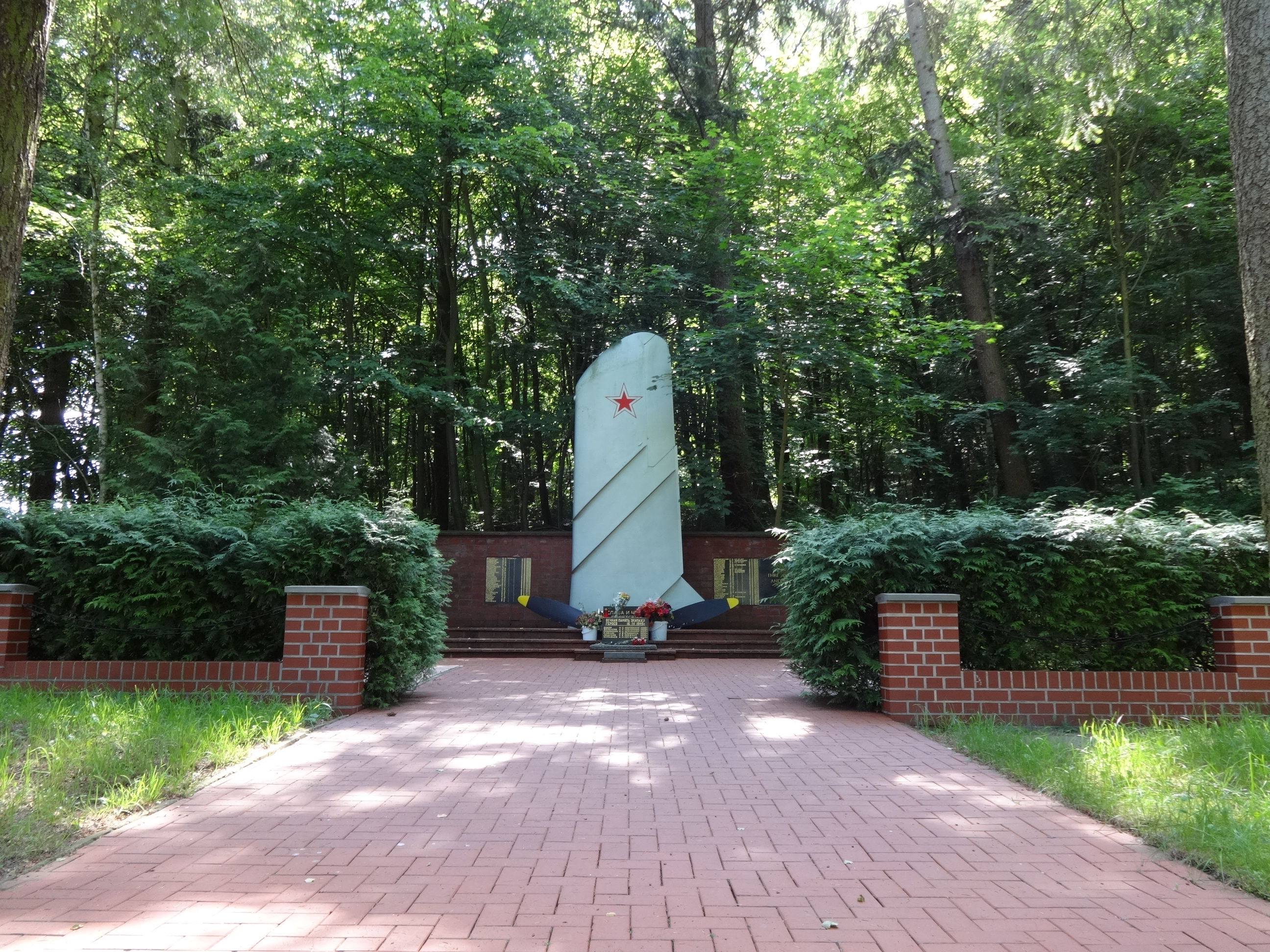
Sowjetisches Ehrenmal

- Findling vor dem Bahnhof als Gedenkstein für die Opfer des Faschismus
- Sowjetisches Ehrenmal in der Lindenstraße: Es erinnert an 70 sowjetische Soldaten, die hier im Zweiten Weltkrieg 1945 gefallen sind. Das Denkmal ist in Form einer Tragfläche einer MiG-17 mit einem Roten Stern ausgeführt. Darunter befinden sich zwei Propellerflügel aus schwarzem Metall. Die ungewöhnliche Gestaltung (die MiG-17 hatte ihren Erstflug erst 1950 und war deshalb nicht im 2. Weltkrieg im Einsatz) ist darauf zurückzuführen,  dass die Überreste eines sowjetischen Bombenflugzeugs, das im 2. Weltkrieg in der Nähe von Buckow abgestürzt war, und seiner Besatzung erst 1972 gefunden wurden. Die Besatzung wurde in der Gedenkstätte beerdigt, 1974 erhielt die Gedenkstätte ihre heutige Form.[43]

### Museen
- Brecht-Weigel-Haus (früherer Sommersitz von Bertolt Brecht und Helene Weigel)
- Buckower-Kleinbahn-Museum[44]
- Heimatstube des Kneipp- und Heimatvereins
- Naturparkzentrum „Schweizer Haus“[45]
- Museum für moderne Rundfunkgeschichte

### Parks
- Schlosspark: Im 17. Jahrhundert entstand neben dem Schloss ein Garten im Stil des Barock. Er bestand aus einem Lustgarten mit Blumenbeeten sowie einem Nutzgarten für die Schlossküche. Beide sind heute nicht mehr erhalten. Im 18. Jahrhundert als englischer Landschaftsgarten umgeplant erhielt er seine heutige Gestalt Ende des 19. Jahrhunderts. Er wird unter anderem als Veranstaltungsort für Sommerkonzerte und die Buckower Rosentage genutzt. Am nördlichen Ende erhebt sich der 61 Meter hohe Schlossberg.[46]
- Lunapark mit Eiszeitgarten, einer gärtnerischen Darstellung einer eiszeitlich geprägten Landschaft mit Schautafeln und mehreren Findlingen, die zwischen 500 Kilogramm und 11,2 Tonnen schwer sind. Sie veranschaulichen, wie die Region um Buckow während der letzten Eiszeit geformt wurde.

### Naturdenkmale
- Wurzelfichte (seit dem Orkan Kyrill in der Nacht vom 18. zum 19. Januar 2007 ist die Fichte kurz über den Wurzeln abgeknickt)
- Wolfsschlucht (Märkische Schweiz) (gehört allerdings bereits zu Pritzhagen, Oberbarnim)

### Besucherzentrum „Drei Eichen“
Im Naturpark Märkische Schweiz direkt an dem Europaradwanderweg R1 und der nach Kriterien von „Wanderbares Deutschland“ zertifizierten „Naturparkroute Märkische Schweiz“ liegt das „Besucherzentrum für Natur- und Umwelterziehung Drei Eichen“. Die von Wald und Gewässern umgebene Herberge liegt drei Kilometer von Buckow entfernt.
„Drei Eichen“ war zu DDR-Zeiten eine Touristenstation. Heute widmet sich das Umweltzentrum Themen aus den Bereichen Wildnispädagogik und Bildung für nachhaltige Entwicklung. Es gibt Solaranlagen und eine Pflanzenkläranlage sowie Schautafeln, die Pflanzen, Tiere und Biotope der Region vorstellen, den Abenteuerspielplatz „Trolleburg“ und das Tipidorf am Weiher, einen Wasser-Rundgang und GPS-Wanderungen.

### Theater
- THEATERuntendrunter
- Parklichtspiele Buckow (Kino)

### Regelmäßige Veranstaltungen
Die Buckower Rosentage sind eine jährlich wiederkehrende Veranstaltung mit traditionellem Hintergrund.
Jedes Jahr im August findet das Buckower Fischerfest am Ufer des Schermützelsees statt.

## Wirtschaft und Infrastruktur

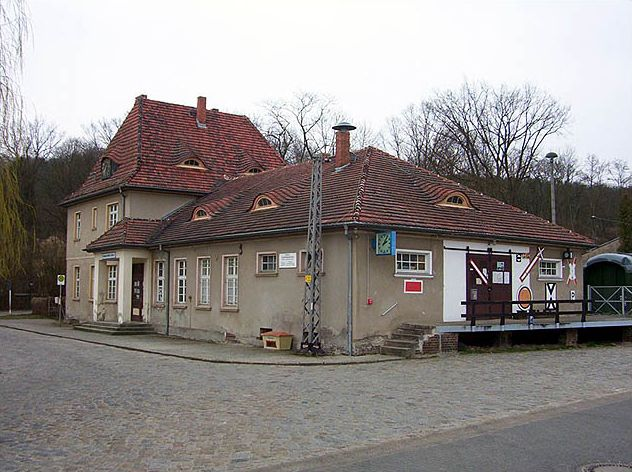
Endbahnhof Buckow der Buckower Kleinbahn, März 2005

### Verkehr
Die Bundesstraße 168 zwischen Prötzel und Müncheberg durchquert im Westen das Stadtgebiet. Die Kreisstraße K 6413 zwischen Bollersdorf und Waldsieversdorf führt unmittelbar durch die Stadt.
In Buckow (Märkische Schweiz) befindet sich der Endbahnhof der Buckower Kleinbahn, einer in Müncheberg von der Preußischen Ostbahn abzweigenden Stichbahnstrecke. Eine Besonderheit dieser Bahn ist, dass auf ihr ein elektrifizierter Inselbetrieb stattfindet. Am 28. Mai 1995 wurde der personenbediente Fahrkartenverkauf am Bahnhof eingestellt und die Fahrkarten wurden sodann im Zug verkauft. 1998 wurde dann auch der reguläre Verkehr seitens der Deutschen Bahn eingestellt. Seitdem findet in den Sommermonaten an Wochenend- und Feiertagen ein von einem Museumsverein organisierter Fahrbetrieb statt. Außerdem gibt es täglich in Müncheberg direkten Anschluss an den Bus nach Buckow (Linie 928 oder 930).

### Bildung
- Kneipp-Kita „Helene Weigel“
- Kneipp-Grundschule „Bertolt Brecht“

## Persönlichkeiten

### Söhne und Töchter der Stadt
- Martin Klingenberg (unbekannt – um 1688), Kantor
- Franz Dumann (1888–1916), Vizefeldwebel 5. Kp./RIR 239, hochdekorierter deutscher Scharfschütze im Ersten Weltkrieg
- Otto Schulz-Kampfhenkel (1910–1989), Geograph und Forschungsreisender
- Rolf-Ulrich Kaiser (* 1943), Autor und Musikproduzent
- Christian Pauls (* 1944), Diplomat

### Mit Buckow verbundene Persönlichkeiten
- Georg Adam von Pfuhl (Pfuel) (1618–1672), Herr auf Groß- und Klein-Buckow, königlich-preußischer General der Kavallerie sowie Gouverneur der Zitadelle Spandau
- Heino Heinrich von Flemming (1632–1706), Herr auf Groß- und Klein-Buckow, Schwiegersohn des Georg Adam von Pfuhl, sächsischer, später brandenburgischer Generalfeldmarschall sowie Gouverneur von Berlin
- Theodor Fontane (1819–1898), Schriftsteller, schrieb in den Wanderungen durch die Mark Brandenburg im Band 2 Das Oderland über Buckow und nannte es „eine ländliche Schönheit, die mit nacktem Fuß in den See tritt und unter Weidenzweigen ihr Haar flicht“.
- Bertolt Brecht (1898–1956), Schriftsteller, lebte 1952–1956 in Buckow
- Helene Weigel (1900–1971), Schauspielerin, lebte 1952–1971 in Buckow
- Hermann Budzislawski (1901–1978), Journalist und Hochschullehrer, hatte ein Haus in Buckow
- Käthe Reichel (1926–2012), Schauspielerin und Friedensaktivistin, lebte in Buckow
- Ralf Dahrendorf (1929–2009), Soziologe, Politiker (FDP), besuchte von 1941 bis 1944 in Buckow eine Internatsschule
- Harro Hess (1935–2011), Geologe, lebte in Buckow
- Gunnar Meinhardt (* 1958), Buchautor und Sportjournalist, in Buckow aufgewachsen
- Dirk von Lowtzow (* 1971), hat eine Wohnung in Buckow, die er sich mit Freunden teilt[49]